# Niphona indica
Niphona indica är en skalbaggsart som beskrevs av Stefan von Breuning 1938. Niphona indica ingår i släktet Niphona och familjen långhorningar. Inga underarter finns listade i Catalogue of Life.